# 8939 Onodajunjiro
A 8939 Onodajunjiro (ideiglenes jelöléssel 1997 BU1) a Naprendszer kisbolygóövében található aszteroida. Kobajasi Takao fedezte fel 1997. január 29-én.